# Psaliodes oleagina
Psaliodes oleagina là một loài bướm đêm trong họ Geometridae.